# Hantkenia
Hantkenia es un género de foraminífero bentónico considerado un subgénero de Nummulites, es decir, Nummulites (Hantkenia), o de Lenticulina, es decir, Lenticulina (Hantkenia), pero su nombre ha sido sustituido por el de Paronaea de la familia Nummulitidae, de la superfamilia Nummulitoidea, del suborden Rotaliina y del orden Rotaliida. Su especie tipo era Nummulites tchihatcheffi. Su rango cronoestratigráfico abarcaba desde el Luteciense hasta el Bartoniense (Eoceno medio).

## Clasificación
Chordoperculinoides incluía a las siguientes especies:
- Hantkenia complanata †, también considerado como Nummulites (Hantkenia) complanata o como Lenticulina (Hantkenia) complanata, y aceptado como Nummulites complanata
- Hantkenia mecordi †, también considerado como Nummulites (Hantkenia) mecordi o como Lenticulina (Hantkenia) mecordi, de posición genérica incierta
- Hantkenia subdiscorbina †, también considerado como Nummulites (Hantkenia) subdiscorbina o como Lenticulina (Hantkenia) subdiscorbina, y aceptado como Nummulites beaumonti
- Hantkenia tchihatcheffi †, también considerado como Nummulites (Hantkenia) tchihatcheffi o como Lenticulina (Hantkenia) tchihatcheffi, y aceptado como Paronaea tchihatcheffi
- Hantkenia venosus †, también considerado como Nummulites (Hantkenia) venosus o como Lenticulina (Hantkenia) venosus, y aceptado como Nummulites anomala